# Залфелд
Залфелд (на немски: Saalfeld/Saale) е град в Тюрингия, Германия, с 25 041 жители (към 31 декември 2015). Намира се на река Зале.
През 1267 г. граф Гюнтер VII фон Шварцбург-Бланкенбург основава манастир в Заалфелд.